# 大須賀淳
大須賀 淳（おおすが じゅん、1975年（昭和50年）11月13日 - ）は、日本の音楽・映像クリエイター、ライター、実業家。株式会社スタジオねこやなぎ代表取締役。

## 経歴
福島県出身。小学生時代から、当時の8bitパソコンを使った音楽制作を始める。会社勤務を経て、フリーで作曲、編曲、電子楽器開発、企業PV制作などの業務を行う。
併行して、DTM magazineなどの媒体に、音楽や映像の制作テクニックに関する記事を執筆し、複数の著書がある。また、学校やセミナー、教則コンテンツなどで講師も行っている。
2009年に株式会社スタジオねこやなぎを設立し、代表取締役に就任。シンセサイザーに関するイベントなども主催している。

## 活動

### 著書
- 大須賀淳『作りながらおぼえるDTM入門』秀和システム、2012年12月。ISBN 9784798036120。
- 大須賀淳『作りながらきわめる実践DTM』秀和システム、2013年。ISBN 9784798039909。
- 大須賀淳、共著『映像制作のためのサウンド収録＆編集テクニック』玄光社、2012年9月。ISBN 978-4768303924。
- 大須賀淳『作りながらおぼえる作曲術入門』秀和システム、2014年。ISBN 9784798041070。
- 大須賀淳『作りながらおぼえるDTM入門StudioOne3Prime対応版』秀和システム、2015年9月。ISBN 9784798044323。
- 大須賀淳『AviUtl マスター☆ガイド: まるごとフリーで動画編集』ビーエヌエヌ新社、2015年。ISBN 9784861009716。
- 大須賀淳 著、ビデオSALON編集部 編『ネット時代の動画活用講座: 仕事にも趣味にも役に立つ!』玄光社、2015年3月。ISBN 9784768305997。
- 大須賀淳『アナログシンセの復活』秀和システム、2015年4月。ISBN 978-4798043586。
- 大須賀淳『君はまだピコピコしているか？〜無幻のファミ魂ミュージック回廊〜』スタジオねこやなぎ、2013年7月。ASIN B00I0XNOA2。

### 連載
- フリーウェア探検隊（DTM magazine）
- フリーウェア・コンシェルジュ（DTM magazine）
- フリーウェアりこめん堂（DTM magazine）
- 行け！オリジナルシンセ開発計画（DTM magazine）
- UTAU徹底研究部（DTM magazine）
- 音の編集講座（ビデオSALON）
- ネット時代の動画活用講座（ビデオSALON）

### 講師
- デジハリ・オンラインスクール
- ENBUゼミナール
- Lynda.com

### イベント
- 大須賀淳のロシアンルーレット